# Berliner Siegesparade 1871

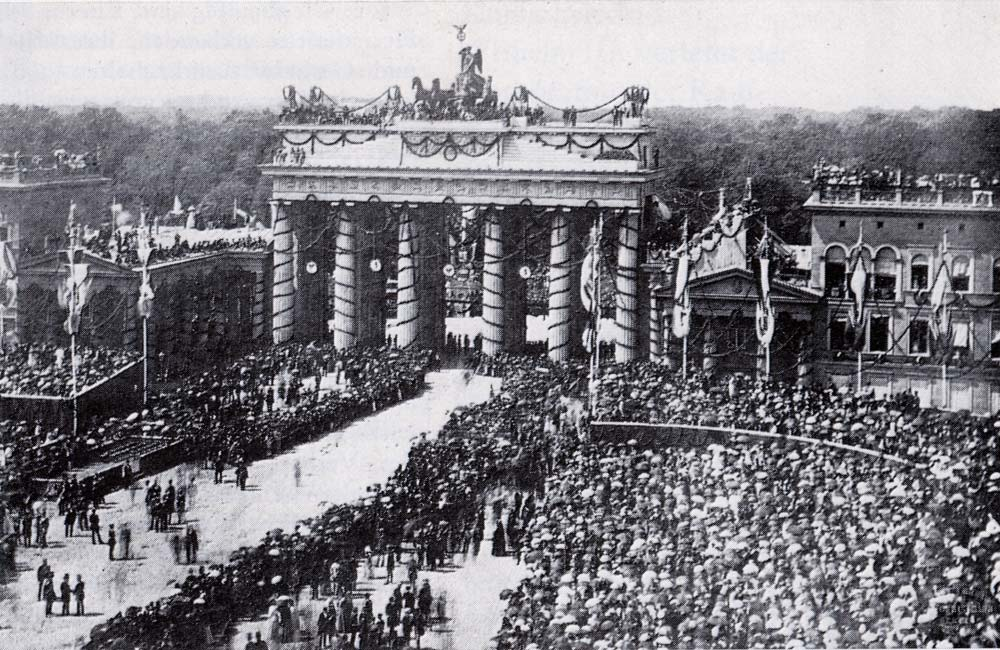
Festschmuck und Ehrentribünen am Brandenburger Tor
in Berlin für den Einzug Kaiser Wilhelms I. und der Armee am 16. Juni 1871

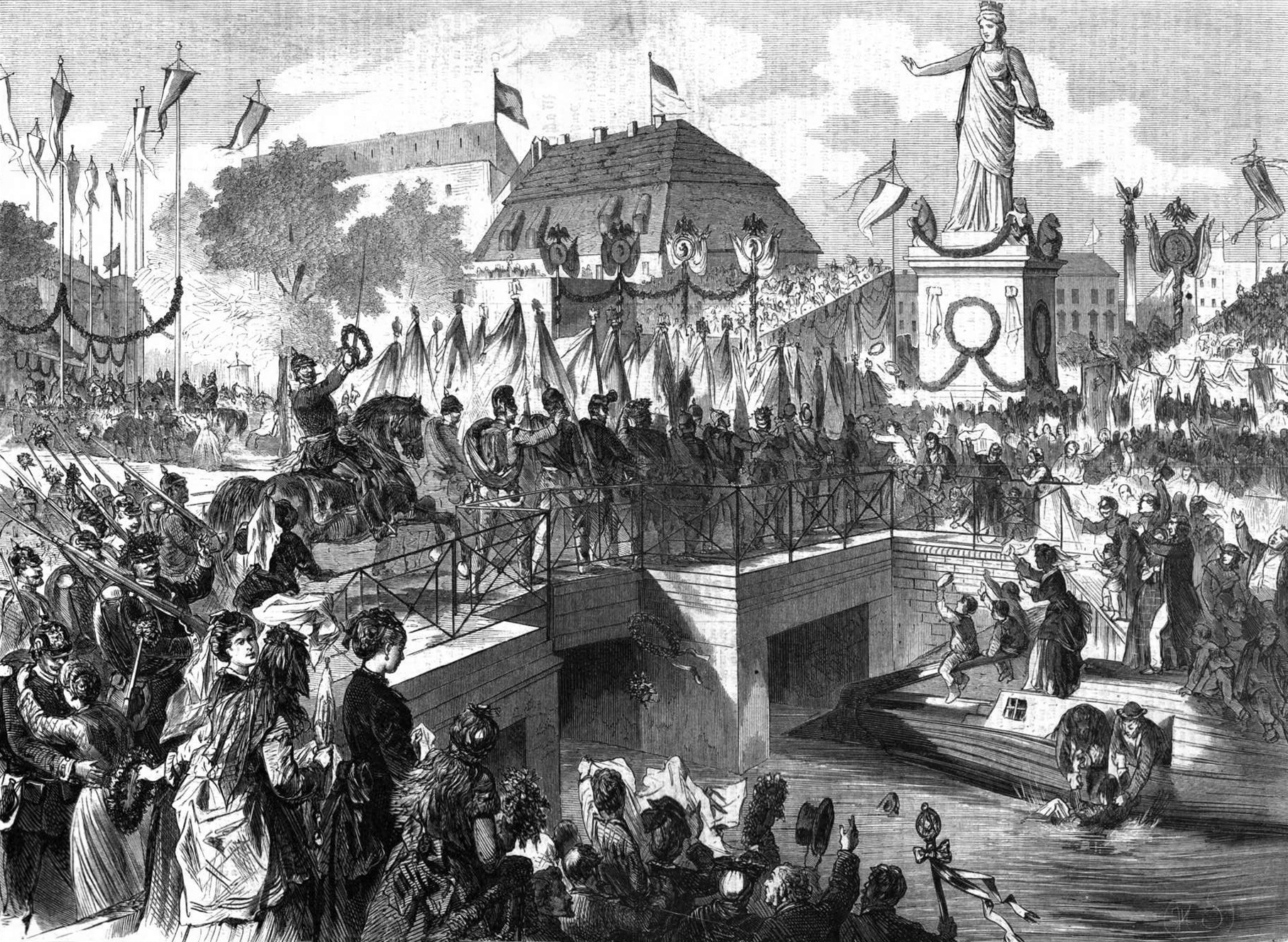
Berolina auf dem Belle-Alliance-Platz, 1871

Die Ehrenjungfrau Jeanne Blaeser überreicht den Lorbeerkranz an Kaiser Wilhelm. Druck nach einem Gemälde von Wilhelm Camphausen

Die Berliner Siegesparade 1871 war eine Militärparade des deutschen Heeres in Berlin, der Hauptstadt des neuen Kaiserreichs, kurz nach Ende des Deutsch-Französischen Kriegs. Die Parade fand am 16. Juni 1871 statt und verlief vom Tempelhofer Feld über das Brandenburger Tor bis zum Lustgarten. Teilnehmende Staaten waren das Königreich Preußen und die verbündeten deutschen Staaten, welche an der Seite Preußens den Deutsch-Französischen Krieg geführt hatten, sowie weitere befreundete Staaten. Anlass der Parade war die Feier des Siegs über Frankreich und die Errichtung des neuen Deutschen Reichs. Am selben Tag fanden auch in den Hauptstädten der deutschen Bundesstaaten Siegesparaden statt.

## Verlauf
Die Berliner Siegesparade war eine über mehrere Monate geplante pompöse Massenveranstaltung, die von weiten Teilen der Bevölkerung Berlins sowie einer halben Million angereister Besucher als Schaulustige erlebt wurde. Die Parade war auch ein herausragendes Ereignis für die Journalisten, die darüber in den Zeitungen und Illustrierten berichten konnten. Die Bilder der Parade wurden in Form von Druckgrafiken und Fotografien weit verbreitet und hatten nachhaltigen Einfluss auf die Kunst und das kollektive Gedächtnis des Kaiserreichs.
Die Parade verlief entlang der „Siegesstraße“ vom Tempelhofer Feld über das Hallesche Tor, den Askanischen Platz, den Potsdamer Platz, zum Brandenburger Tor, und von dort weiter Unter den Linden bis zum Lustgarten. Von einer Festkommission waren aufwändige Dekorationen für die Parade errichtet worden. An der Kommission unter Leitung von Stadtbaurat Adolf Gerstenberg waren zahlreiche Bildhauer, Architekten und Künstler beteiligt, darunter zum Beispiel auch Reinhold Begas, Martin Gropius, Rudolf Siemering und Anton von Werner.
Am Beginn der Parade stand an der Ecke von Belle-Alliance-Straße und Kreuzbergstraße ein Triumphbogen zur Begrüßung der einziehenden Truppen. Beim Halleschen Tor war auf dem Belle-Alliance-Platz eine mehr als zwanzig Meter hohe Kolossalstatue der Berolina errichtet worden, die Richard Lucae entworfen und Erdmann Encke hergestellt hatte. Am Askanischen Platz erhoben sich große Erinnerungssäulen, die an die ersten Siege in den Schlachten bei Weißenburg, Wörth und Spichern erinnerten. Die Ausschmückung vom Belle-Alliance-Platz bis zum Potsdamer Platz mit der Darstellung weiterer Schlachten und Aufbauten war das Werk von Baumeister Friedrich Koch. Der Sieg in der Schlacht von Sedan wurde am Potsdamer Platz durch einen kolossalen Kanonenberg verherrlicht, aus dem sich ein Sockel erhob, an dessen Spitze eine von Moritz Schulz modellierte Victoria stand. Zu beiden Seiten dieses Kanonenbergs symbolisierten zwei sitzende weibliche Figuren die eroberten und für das Deutsche Reich annektierten Städte Straßburg und Metz.
Der Pariser Platz am Brandenburger Tor stellte in Allegorien den Sieg über die Armee der neu errichteten französischen Republik und über die Hauptstadt Paris dar. Wie in einem Amphitheater waren Tribünen aufgestellt, in denen die versammelten Berliner Honoratioren und eine Schar von 60 weiß gekleideter Ehrenjungfrauen den einziehenden Truppen zujubelten. Der Berliner Bürgermeister Heinrich Philipp Hedemann hielt dort eine Rede zur Begrüßung des Kaisers. Die Ehrenjungfrau Jeanne Blaeser, Tochter von Gustav Blaeser, trug ein kurzes Gedicht vor und durfte dann dem Kaiser auf einem weißen Atlaskissen einen Lorbeerkranz überreichen, den dieser im Namen des gesamten Heeres dankend entgegennahm. Entlang der Parade sorgten Vereine, die von Bürgern und Gewerbetreibenden gebildet worden waren, in fest zugewiesenen Abschnitten für die Organisation und Aufrechterhaltung der Ordnung unter den Schaulustigen. Bei Marschmusik und Glockenläuten begleitete der Jubel der Massen den Einzug des siegreichen Heeres. Am Lustgarten endete die Parade mit der Niederlegung eroberter französischer Fahnen vor dem damals noch unvollendeten Reiterstandbild des Königs Friedrich Wilhelm III.
Beim Abschlusszeremoniell kam es dann zur feierlichen Enthüllung des Reiterstandbilds.

## Aufstellung des Einmarschs
Die Eröffnung des Einzugs mit rund 40.000 Soldaten fand um 11 Uhr statt und es dauerte vier Stunden, bis die Parade am Lustgarten ankam.
Der Zug wurde angeführt von Generalfeldmarschall Friedrich Graf von Wrangel in Begleitung des russischen Generals Freiherr von Meyendorff und des österreichischen Generals der Kavallerie Freiherr von Gablenz.
Ihnen folgten die Offiziere des Kriegsministeriums und der Armee-Oberkommandos, an deren Spitze sich die Generale Leonhard von Blumenthal, Theophil von Podbielski, Albrecht von Stosch und Gustav von Stiehle befanden.
Danach kamen die Adjutanten der höheren Kommandostäbe (Oberkommandos und Generalinspektionen), welchen sich die Chirurgen und Armee-Generalärzte, der Militärinspekteur der freiwilligen Krankenpflege und die Armee-Delegierten des Johanniter- und Malteser-Ordens anschlossen. Es folgten die Adjutanten der königlichen Prinzen und anwesenden Fürsten, ferner die anwesenden mobil gewesenen Generale und Stabsoffiziere sowie die General-Adjutanten, Generale à la Suite und die Flügel-Adjutanten des Kaisers.
Nach diesen im Zug ritten die General-Gouverneure: Generalfeldmarschall Eberhard Herwarth von Bittenfeld, der General der Infanterie Eduard Vogel von Falckenstein, der General der Infanterie Adolf von Bonin, Generalleutnant Adolf von Rosenberg-Gruszczynski und Generalleutnant Alfred von Fabrice.
Die anwesenden kommandierenden Generäle und Generalinspekteure des Zuges waren
Prinz Georg von Sachsen, die Generäle der Infanterie Gustav Eduard von Hindersin, Gustav von Alvensleben, Konstantin Bernhard von Voigts-Rhetz,
der General der Kavallerie Wilhelm von Tümpling, die Generäle der Infanterie Heinrich Adolf von Zastrow, Gustav von Manstein, Jakob von Hartmann, Ludwig Freiherr von der Tann-Rathsamhausen, Eduard von Fransecky, Hugo von Kirchbach
und August von Werder und schließlich die Generalleutnants Benno Hann von Weyhern, Julius von Bose, Constantin von Alvensleben
und Georg von Kameke.
Ihnen folgten die anwesenden Oberbefehlshaber Friedrich Franz II., Großherzog von Mecklenburg-Schwerin, Kronprinz Albert von Sachsen, Generalfeldmarschall Karl Friedrich von Steinmetz und der General der Kavallerie Edwin Freiherr von Manteuffel.
Unmittelbar vor dem Kaiser ritt der Reichskanzler, Fürst Otto von Bismarck, flankiert vom Chef des Generalstabs der Armee, dem General der Infanterie Helmuth Graf von Moltke sowie dem Kriegsminister, dem General der Infanterie Albrecht von Roon.
Seinen drei Hauptprotagonisten folgte der oberste Kriegsherr, der deutsche Kaiser und König von Preußen, Wilhelm I.
Direkt nach Kaiser Wilhelm kamen die Feldmarschälle, Kronprinz Friedrich und Prinz Friedrich Carl von Preußen. Hinter diesen ritten die Prinzen des königlichen Hauses, die Prinzen Karl, Albrecht, Adalbert, Georg und Alexander von Preußen, und die fürstlichen Gäste des Kaisers, der Großherzog Friedrich von Baden, Prinz Luitpold von Bayern, Erbgroßherzog Friedrich Franz von Mecklenburg-Schwerin, Großherzog Carl Alexander und Erbgroßherzog Karl August von Sachsen-Weimar, Großherzog Peter und Erbgroßherzog Friedrich August von Oldenburg, Prinz Ludwig von Hessen, Erbgroßherzog Adolf Friedrich von Mecklenburg-Strelitz, Herzog Friedrich von Anhalt, Herzog Ernst von Altenburg, Landgraf Friedrich Wilhelm von Hessen, Prinz Herrmann zu Sachsen-Weimar, Herzog Georg und Erbprinz Bernhard von Sachsen-Meiningen, Erbprinz Leopold von Hohenzollern, Fürst Albert zu Schwarzburg-Rudolstadt, Prinz Günther von Schwarzburg und weitere Angehörige des Hochadels.
Den Schluss der Reiterformation an der Spitze der Parade bildete der General-Adjutant, Generalleutnant Udo von Tresckow, und der Flügel-Adjutant vom Dienst, Oberstleutnant Heinrich Graf von Lehndorff.
Den nun folgenden Truppen wurden unter vorausgehender Marschmusik des 1. Garde-Regiments zu Fuß die erbeuteten 81 französischen Adler, Fahnen und Standarten vorangetragen. Fahnenträger waren Unteroffiziere des Garde-Korps sowie weitere Unteroffiziere aus bayerischen, sächsischen, württembergischen, badischen und hessischen Deputationen, die ein kombiniertes Bataillon bildeten.
Der Einzug der Truppen erfolgte sodann in folgender Reihenfolge:
Die 1. Garde-Infanterie-Division unter dem Befehl von Generalleutnant Alexander von Pape mit dem Divisionsstab,
- der Stab der 1. Garde-Infanterie-Brigade,
- das 1. Garde-Regiment zu Fuß,
- das 3. Garde-Regiment zu Fuß,
- das Garde-Jäger-Bataillon,
- das kombinierte Bataillon der Armee (Vertreter des Deutschen Heeres),
- der Stab der 2. Garde-Infanterie-Brigade,
- das 2. Garde-Regiment zu Fuß,
- das Garde-Füsilier-Regiment,
- das 4. Garde-Regiment zu Fuß,
- die 1. und 3. Garde-Pionier-Kompanie,
- das Sanitäts-Detachement Nr. 1,
- das der 1. Division zugeteilt gewesene Leib-Garde-Husaren-Regiment,
- die kombinierte Eskadron der Armee (Vertreter des Deutschen Heeres),
- die 1. Fuß-Abteilung des Garde-Feld-Artillerie-Regiments,

die 2. Garde-Infanterie-Division unter dem Befehl von Generalleutnant Rudolph Otto von Budritzki mit dem Divisionsstab,
- der Stab der 3. Garde-Infanterie-Brigade,
- das Kaiser Alexander Garde-Grenadier-Regiment Nr. 1,
- das Königin Elisabeth Garde-Grenadier-Regiment Nr. 3,
- das Garde-Schützen-Bataillon,
- der Stab der 4. Garde-Infanterie-Brigade,
- das Kaiser Franz Garde-Grenadier-Regiment Nr. 2,
- das Königin Augusta Garde-Grenadier-Regiment Nr. 4
- das Bataillon Königs-Grenadiere,
- die 2. Garde-Pionier-Kompanie,
- das Sanitäts-Detachement Nr. 2,
- das 2. Garde-Ulanen-Regiment,
- die 3. Fuß-Abteilung des Garde-Feld-Artillerie-Regiments,
- die kombinierte Batterie der deutschen Armee (Vertreter des Deutschen Heeres),

die Garde-Kavallerie-Division unter dem Befehl von Generalleutnant Karl Friedrich Graf von der Goltz mit dem Divisionsstab,
- der Stab der 1. Garde-Kavallerie-Brigade,
- das Regiment der Gardes du Corps,
- das Garde-Kürassier-Regiment,
- der Stab der 2. Garde-Kavallerie-Brigade,
- das 1. Garde-Ulanen-Regiment,
- das 3. Garde-Ulanen-Regiment,
- der Stab der 3. Garde-Kavallerie-Brigade,
- das 1. Garde-Dragoner-Regiment „Königin Viktoria von Großbritannien und Irland“,
- das 2. Garde-Dragoner-Regiment „Kaiserin Alexandra von Rußland“,
- der Stab der Korps-Artillerie,
- die 2. Fuß-Abteilung und die reitende Abteilung des Garde-Feld-Artillerie-Regiments,
- die Deputationen der Munitions- und Ponton-Kolonnen,
- das Sanitäts-Detachement Nr. 3,
- der Train,
- Deputationen der Feldpost, der Feldbäckerei und Proviant-Kolonne, der Intendantur, Lazarette und Pferde-Depots des Garde-Korps,
- sowie Deputationen der Feld-Telegrafen- und Eisenbahn-Abteilungen, der Sanitäts-Detachements und des Trains der Armee.

Die vor dem Brandenburger Tor aufgestellten Vereine schlossen sich an den Zug der Truppen bis zum Brandenburger Tor an, so dass zunächst die auf der Bellealliancestraße postierten Maschinenbauer den Zug eröffneten und sich dann Gewerk für Gewerk nummernweise aufrollte und anreihte.

## Kosten
Für das Ereignis stellte die Stadt Berlin 150.000 Taler zur Verfügung. Zudem gab man jedem einziehenden Soldaten einen Taler, jedem Unteroffizier zwei Taler in die Hand. Am Abend des 16. Juni 1871 wurden ebenfalls auf Kosten der Stadt die öffentlichen Bauten und Denkmale festlich beleuchtet.

## Rezeption

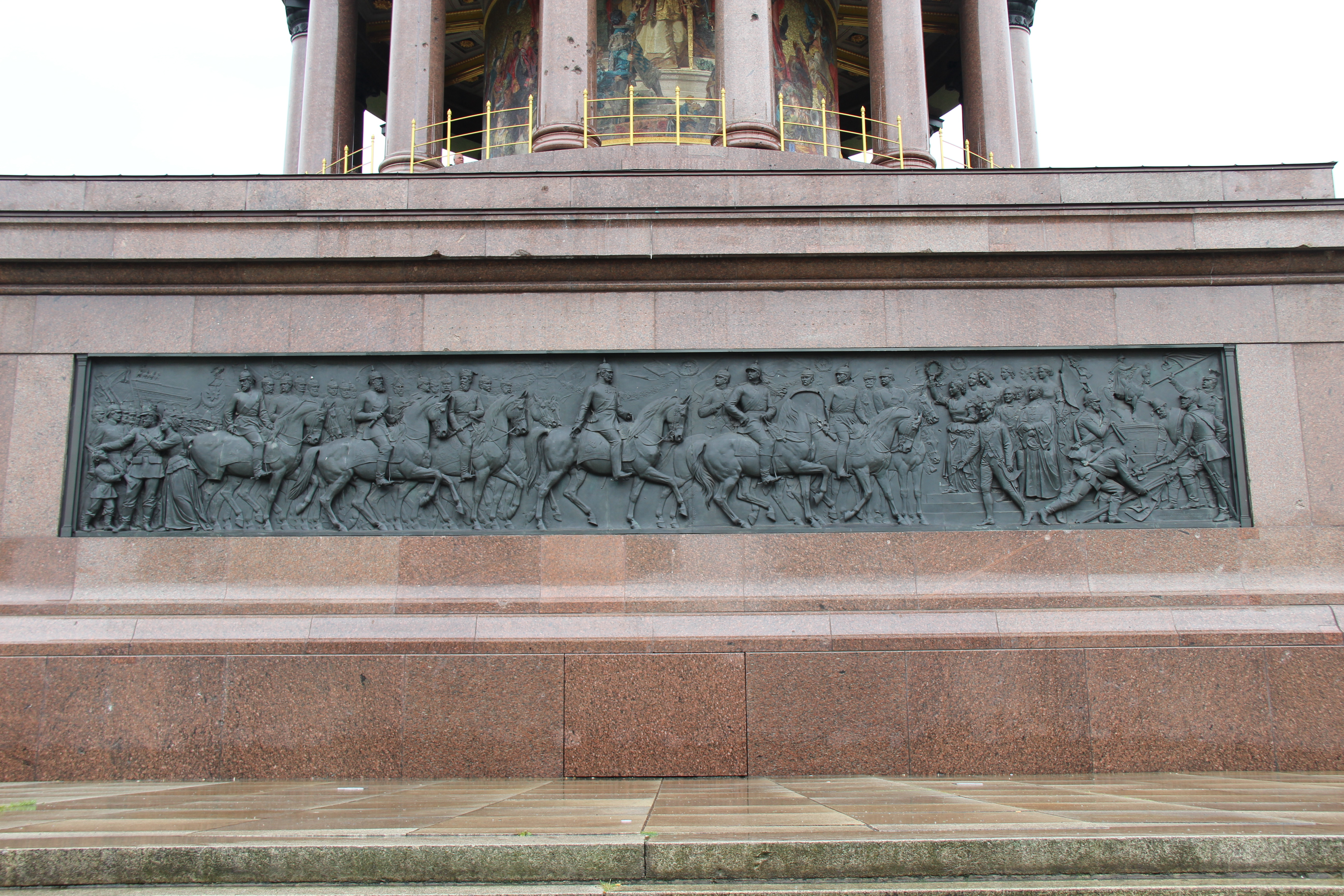
Darstellung an der Siegessäule

Am Sockel der Berliner Siegessäule zeigt ein bronzenes Relief die Parade vom Juni 1871. Tim Opitz hält ihre Aufnahme in das Bildprogramm für eine Besonderheit, da die drei anderen Reliefs der Siegessäule nur Schlachten der deutschen Einigungskriege darstellen. Die Abbildung der „Feierlichkeiten in der neuen Hauptstadt“ des Deutschen Reiches habe geholfen, „die lange Zeit umstrittene Stellung Berlins als Hauptstadt“ zu festigen.